# Özlem Conker
Özlem Conker (Ankara, 12 de mayo de 1973) es una actriz turca, conocida por sus papeles en "Kinali Kar", "Capkin", "Karagül" y "Payitaht Abdülhamid" entre otras.

## Filmografía

### Televisión
- Payitaht "Abdülhamid" (2017) - Bidar Kadın Efendi
- Karagül (2013–2016) - Narin Mercan
- Canan (2011) - Canan
- Aşk ve Ceza (2011) - Ceyda
- Bahar Dalları (2009-2010)
- Ömre Bedel (2009)
- Oğlum İçin (2007) - Bahar
- Eksik Etek (2007) - Deniz
- Rüyalarda Buluşuruz (2006) - Sinem
- Çapkın (2005) - Alev
- Sensiz Olmuyor (2005) - Gönül
- Kınalı Kar (2002-2004) - Nazar
- Derya & Deniz (2002) - Derya
- Vasiyet (2002) - Zeliha
- Bıçak Sırtı (2001)
- Kurşun Kalem (2000)
- Mert Ali (2000) - Pervin
- Aynalı Tahir (2001) - Leyla
- Bizim Ev (1996) - Neslihan

Otros trabajos  Metin Özülkü'nün Seninle Olmak Varya 1996 videoclip